# Beau comme un camion
Beau comme un camion (Maximum Homerdrive) est le 17e épisode de la 10e saison des Simpson.

## Synopsis
La famille Simpson rentre dans un restaurant proposant uniquement du bœuf, sous toutes ses formes. Lisa, en tant que végétarienne, refuse d'y aller. Mais lorsque le reste de la famille accède au menu du nouveau restaurant, Homer est très déçu : il remarque que les pièces de bœuf ne vont que jusqu'à 2 kg... On lui indique alors qu'il en existe une de 8 kg, mais qui n'est faite qu'à la demande. Homer accepte de commander cet imposant pavé, mais un routier de passage dans le restaurant lui lance un défi : celui qui avalera son steak de 8 kg le plus vite gagnera. Sans grande surprise, le routier l'emporte. Mais au moment de sa victoire, on se rend compte qu'il est mort. Homer se sent alors obligé d'effectuer la dernière livraison du fraîchement décédé avec Bart. Pendant ce temps, Marge et Lisa expérimentent une sonnette présentant un léger défaut.

## Erreurs
- Dans le magasin de sonnette Lisa appuie sur une sonnette de couleur jaune, puis quand Marge prend cette même sonnette, elle devient bleu.

- Incohérence lorsque Bart dit à Homer qu'il doit faire « 3 000 km en 10 h » ce qui est matériellement impossible surtout avec un camion (il faudrait une vitesse moyenne de 300 km/h). À la fin de l'épisode, Homer dit avec confirmation du client, que la cargaison a été livrée à l'heure.